# Cedães
Cedães é uma povoação portuguesa sede da Freguesia de Cedães do Município de Mirandela, freguesia com 25,34 km² de área e 270 habitantes (censo de 2021), tendo, por isso, uma densidade populacional de 10,7 hab./km².

## Demografia
Nota: No ano de 1890 Cedainhos fazia parte desta freguesia.
A população registada nos censos foi:
| Distribuição da População por Grupos Etários | Distribuição da População por Grupos Etários | Distribuição da População por Grupos Etários | Distribuição da População por Grupos Etários | Distribuição da População por Grupos Etários |
| -------------------------------------------- | -------------------------------------------- | -------------------------------------------- | -------------------------------------------- | -------------------------------------------- |
| Ano                                          | 0-14 Anos                                    | 15-24 Anos                                   | 25-64 Anos                                   | > 65 Anos                                    |
| 2001                                         | 48                                           | 74                                           | 216                                          | 117                                          |
| 2011                                         | 27                                           | 24                                           | 158                                          | 129                                          |
| 2021                                         | 19                                           | 15                                           | 125                                          | 111                                          |

## Povoações
- Cedães
- Vale de Lobo
- Vila Verdinho